# Кітаока Акійоші
Кітаока Акійоші (яп. 北岡 明佳, Kitaoka Akiyoshi, 19 серпня 1961, Префектура Коті, Японія) — японський психолог. Професор психології університету Ріцумейкан в Кіото.

## Біографія

«Равлики, що обертаються» (Rotating Snakes)

Спершу вивчав біологію в Цукубському університеті, де спеціалізувався на зоопсихології, також навчався в Токійському інституті нейронауки (Tokyo Institute for Neuroscience).
Захистивши 1991 року дисертацію в Цукубському університеті Акійоші зайнявся дослідженням оптичних ілюзій форми, кольору та інтенсивності світла, а також проблемами сприйняття з погляду гештальтпсихології
Згодом працював в Токійському інституті нейронауки (Tōkyō-to Shinkei Kagaku Sōgō Kenkyūjo (東京都神経科学総合研究所). З 2001 року — професор-асистент, а з 2006 року — професор університету Ріцумейкан в Кіото.
Акійоші став відомий завдяки своїй ілюстрації «Равлики, що обертаються» (Rotating Snakes).

## Відзнаки
- 2006 — Золота премія на 9-му конкурсі «L'Oréal Art and Science of Color»
- 2007 — Award for Original Studies від Японського товариства когнітивної психології.